# Omaha (Illinois)
Omaha – wieś w Stanach Zjednoczonych, w stanie Illinois, w hrabstwie Gallatin.